# نيناد ميشكوفيتش
نيناد ميشكوفيتش هو لاعب كرة قدم بوسني في مركز الدفاع، ولد في 13 أكتوبر 1975 في سراييفو في البوسنة والهرسك. شارك مع منتخب البوسنة والهرسك لكرة القدم. أما مع النوادي، فقد لعب مع جيلييزنيتشار ساراييفو وراد بيوغراد ورودا كيركراده وسيركل بروج ونادي بارتيزان.

## وصلات خارجية
- نيناد ميشكوفيتش على موقع قاعدة بيانات كرة القدم.إي يو (الإنجليزية)
- نيناد ميشكوفيتش على موقع ناشيونال فوتبول تيمز (الإنجليزية)